# Ocean's 11 (1960)
Ocean's 11 is een Amerikaanse heistfilm uit 1960 van regisseur Lewis Milestone. De hoofdrollen worden vertolkt door The Rat Pack: Frank Sinatra, Dean Martin, Sammy Davis jr., Peter Lawford en Joey Bishop.
De andere sterren in deze film zijn Angie Dickinson, Cesar Romero, Richard Conte, Akim Tamiroff, Henry Silva, Ilka Chase, Norman Fell, Harry Wilson, en Buddy Lester, met daarnaast cameo-optredens van Shirley MacLaine, Red Skelton, en George Raft.

## Verhaal
Elf vrienden, onder wie Danny Ocean (Frank Sinatra), Jimmy Foster (Peter Lawford) en Sam Harmon (Dean Martin), leerden elkaar kennen via de Tweede Wereldoorlog. Samen plannen ze een enorme misdaad: ze willen op Oudejaarsavond vijf grote casino's in Las Vegas overvallen (Sands, Desert Inn, Flamingo, Riviera, en Sahara). Deze overval lijkt in eerste instantie succesvol, maar de dood van hun elektricien (gespeeld door Richard Conte) tijdens de overval zorgt voor een grote ommekeer.

## Rolverdeling
| Acteur          | Personage       |
| --------------- | --------------- |
| Frank Sinatra   | Danny Ocean     |
| Dean Martin     | Sam Harmon      |
| Sammy Davis jr. | Josh Howard     |
| Peter Lawford   | Jimmy Foster    |
| Angie Dickinson | Beatrice Ocean  |
| Richard Conte   | Tony Bergdorf   |
| Cesar Romero    | Duke Santos     |
| Patrice Wymore  | Adele Ekstrom   |
| Joey Bishop     | O'Connors       |
| Akim Tamiroff   | Spyros Acebos   |
| Henry Silva     | Roger Corneal   |
| Ilka Chase      | Mevr. Restes    |
| Buddy Lester    | Vince Massler   |
| George Raft     | Casino-eigenaar |

## Trivia
- Het concept van een in Las Vegas gesitueerde heist op Nieuwjaarsavond komt uit de film Guns, Girls and Gangsters uit 1958, alleen is het doelwit daarin de geldwagen met het casino-geld en niet de casino-kluizen zelf. Deze film is bovendien een stuk serieuzer dan de luchtige remake Ocean's 11 van 2001.
- De film kostte 2 miljoen dollar en bracht meer dan 5 miljoen dollar op.